# A2-es autópálya (Horvátország)
Az A2 autópálya (horvátul: Autocesta A2) északnyugat felé haladva köti össze Zágrábot a szlovén határral. Az autópályán útdíjat kell fizetni, kivéve a zágrábi körgyűrűhöz tartozó részért, a déli végén.

## Európai útszámozás
| Szám | Útvonal                                 |
| ---- | --------------------------------------- |
|      | / Donji Macelj - Zágráb (Čvor Jankomir) |